# Toubkal
Toubkal (arab.: ‏توبقال ‎ Tubqal, numit și Djebel Toubkal, Jebel Toubkal Massif du Toubkal) este cel mai înalt munte din masivul munților Atlas. El are altitudinea de 4165 m deasupra n.m. fiind cel mai înalt munte în Maroc și  Africa de Nord. Toubkal se află situat în Parcul Național Toubkal la 63 km sud de Marrakech. Muntele se află într-o regiune stâncoasă frământată din punct de vedere tectonic. El este escaladat în lunile de vară, iarna fiind o regiune de schi alpin. Piscul oferă o panoramă frumoasă a regiunii, în condiții de vreme favorabilă se poate vedea în sud Sahara. Escaladarea muntelui pe ruta obișnuită durează trei zile. Prima escaladare a muntelui a avut loc în anul 1923 și a fost realizată de francezii Marquis de Segonzac, V. Berger și H. Dolbeau

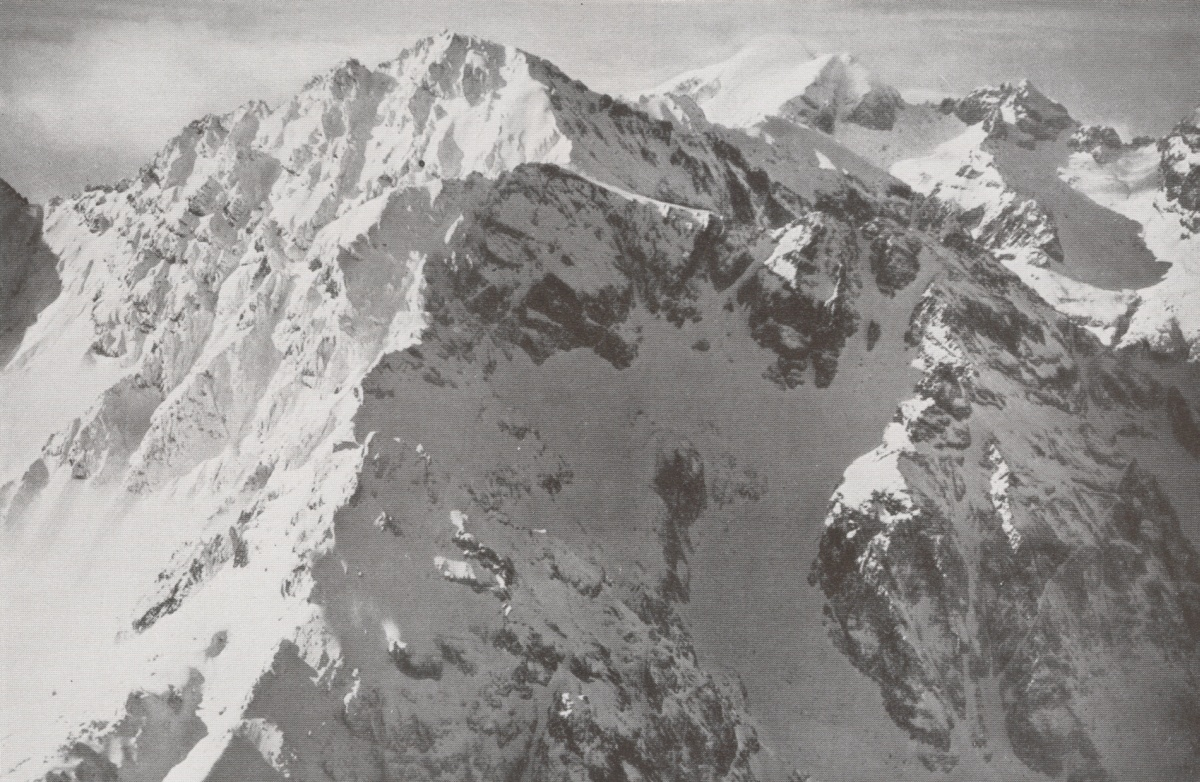
Toubkal. Vedere aeriană de la Walter Mittelholzer, decembrie 1930